# Tufānganj
Tufānganj är en ort i Indien.   Den ligger i distriktet Koch Bihār och delstaten Västbengalen, i den östra delen av landet, 1 300 km öster om huvudstaden New Delhi. Tufānganj ligger 41 meter över havet och antalet invånare är 20 420.
Terrängen runt Tufānganj är mycket platt. Runt Tufānganj är det tätbefolkat, med 411 invånare per kvadratkilometer. Tufānganj är det största samhället i trakten. Trakten runt Tufānganj består till största delen av jordbruksmark.